# FASTチャンネル
FASTチャンネル（ファストチャンネル、英: Free ad-supported streaming television）は、アメリカ合衆国発のライブ動画配信のストリーミングサービス。これは地上波放送とケーブルテレビ局と同様、広告収入のみで資金が賄われる。日本では2024年8月20日からサービス開始。似たようなものにABEMAやRチャンネル等がある。海外のFASTでは、Pluto TV、Tubi、Samsung TV Plus、BINGE Koreaなどがある。このプラットフォームは全チャンネル無料であり、PCやスマートフォンのブラウザから視聴できるほか、大阪ガス提供のスマイLink TV Stick、レオパレス21提供のLife Stick、Google TVおよびAmazon Fire TV向けのアプリ「FASTチャンネル」でも視聴可能。

## 主な放送チャンネル
ここでは日本で放送されているチャンネルを取り扱っている。以下のチャンネルの番組内容は、全て独自の編成を持っている。ペットTVにおいては、2024年6月20日から先行放送を実施。
| チャンネル名                                         | 放送期間        | ジャンル         | 運営会社           |
| ---------------------------------------------------- | --------------- | ---------------- | ------------------ |
| とりあえず                                           | 2024年8月20日 - | エンタメ         | UUUM               |
| ウェルネスチャンネル                                 | 2024年8月20日 - | 健康             | オースタンス       |
| キッズステーションEX                                 | 2024年8月20日 - | キッズ           | キッズステーション |
| つまみ堂                                             | 2024年8月20日 - | フード           | Carry On           |
| 韓流チャンネル                                       | 2024年8月20日 - | 韓流             | COPUS JAPAN        |
| 観るたび PRODUCED by るるぶ                          | 2024年8月20日 - | 旅行             | JTBパブリッシング  |
| 今日のごはん、なに？                                 | 2024年8月20日 - | 料理             | スナップディッシュ |
| キャンプ・アウトドアチャンネル Powered by ハピキャン | 2024年8月20日 - | キャンプ         | 名古屋テレビ放送   |
| 時代劇TV（Powered by 時代劇専門チャンネル）          | 2024年8月20日 - | 時代劇           | 日本映画放送       |
| ビジネス・プレミアムチャンネル                       | 2024年8月20日 - | ビジネス         | 日本ビジネスプレス |
| ペットTV                                             | 2024年8月20日 - | ペット           | リンクキャスト     |
| Lemino TV                                            | 2025年3月31日 - | バラエティ       | NTTドコモ          |
| GOLF LIFE                                            | 2025年6月3日 -  | ゴルフ           | GAORA              |
| エンタメ・アジアFree                                 | 2025年6月3日 -  | アジアドラマ     | エスピーオー       |
| FASHION+                                             | 2025年6月3日 -  | ファッション     | 株式会社纏         |
| ぴあ落語ざんまい                                     | 2025年6月3日 -  | 落語             | ぴあ株式会社       |
| 丸ごと九州ch                                         | 2025年6月3日 -  | 九州             | プランダス株式会社 |
| エンタメニュース POWERED BY ORICON NEWS              | 2025年6月3日 -  | エンタメニュース | オリコンNewS       |